# Juhász László (református lelkész)
Juhász László (Debrecen, 1871. december 26. – Budapest, 1952. október 17.) református lelkész.

## Életútja
Tanulmányait Debrecenben végezte, a gimnáziumot 1891-ben, a teológiát 1895-ben. Egy évig esküdtfelügyelőként dolgozott, majd 1896-tól egy évet a bécsi protestáns teológiai fakultáson, s egyet az utrechti egyetemen hallgatott. Miután hazatért, 1898 őszétől gimnáziumi helyettes tanár volt 1900 júliusáig, ekkor Győrteleken lett lelkész. 1933 végén ment nyugdíjba, később Debrecenben, majd Budapesten lakott. 1918-ban szerezte meg a teológiai doktorátust Bécsben. Szerkesztette 1893-tól 1895-ig a debreceni hittanszaki önképző-társulat Közlönyét.

## Nagyobb dolgozatai
- A debreceni hittanszaki önképző-társulat 25 évi története (Egy „Emlékfüzet…”-ben). (Debrecen, 1895.)
- Beköszöntő egyházi beszéd. (Mátészalka, 1900.)
- Apokalyptika (Lelkészegyesület, 1915.)
- Pál és Jakab megigazulástana (Uo. 1916.)
- Jézus történeti létezésének legújabb tagadása (Db, Prot. Lap, 1916.)
- Az Emberfia az aram nyelv szempontjából. (Pozsony, 1916.)
- Der Menschensohn in allgemeiner, sprachlicher, biblisch-theologischer und religionsgeschichtlicher Hinsicht. (Hely n. 1917.)
- Zsidó apokalyptika. (Bp. 1918.)

## Forrás
- Zoványi Jenő: Magyarországi protestáns egyháztörténeti lexikon